# Ferrari (priimek)
Ferrari je priimek v Sloveniji, ki ga je po podatkih Statističnega urada Republike Slovenije na dan 1. januarja 2010 uporabljalo 26 oseb in je med vsemi priimki po pogostosti uporabe uvrščen na 11.283. mesto.

## Znani slovenski nosilci priimka
- Liliana Ferrari Silvestrini (*1953), italijanska zgodovinarka delno slovenskega rodu
- Metka Franko Ferrari (*1943), igralka
- Renato Ferrari (1908–2002), pisatelj
- Sergej Ferrari (1933–2025), igralec

## Znani tuji nosilci priimka
- Andrea Carlo Ferrari (1850—1921), italijanski rimskokatoliški duhovnik, škof in kardinal
- Defendente Ferrari (~1490—1535), italijanski slikar
- Enzo Ferrari (1898—1989), italijanski dirkač in ustanovitelj tovarne Ferrari
- Florence Ferrari (*1969), francoska diplomatka, veleposlanica Francoske republike v Sloveniji
- Gaudenzio Ferrari (~1471—1546), italijanski slikar in kipar
- Giacomo Gotifredo Ferrari (1763—1842), italijanski skladatelj in pevski pedagog, delujoč v Franciji in Angliji
- Giacomo Ferrari, italijanski politik
- Giacomo Ferrari (*1967), italijanski nogometaš
- Giacomo Ferrari (*1996), italijanski jadralec, olimpijec
- Giancarlo Ferrari (*1942), italijanski lokostrelec
- Giuseppe Ferrari (1812—1876), italijanski filozof in politik
- Lodovico Ferrari (1522—1565), italijanski matematik
- Luc Ferrari (1929—2005), francoski skladatelj
- Matteo Ferrari (*1979), italijanski nogometaš
- Mauro Ferrari (*1959), italijansko-ameriški nanoznanstvenik (nanomedicina)
- Paolo Ferrari (1822—1889), italijanski komediograf
- Pompeo Ferrari (~1660—1736), italijanski arhitekt
- Severino Ferrari (1856—1905), italijanski književnik
- Violetta Ferrari (1930—2014), madžarska igralka
- Virgilio Ferrari (1888—1975), italijanski zdravnik in politik, župan Milana